# Lesbos
Lesbos (druhý pád Lesbu, řecky: Λέσβος, turecky: Midilli) je řecký ostrov v severovýchodní části Egejského moře. Spolu s okolními malými neobydlenými ostrůvky tvoří stejnojmennou obec, jež je zároveň regionální jednotkou spadající pod kraj Severní Egeis. Se svou rozlohou 1 630 km² a délkou pobřeží 320 km je třetím největším ostrovem Řecka a osmým největším ostrovem Středomoří. Třetina obyvatel žije ve správním středisku Mytilini nacházejícím se na jihovýchodě ostrova. Další větší města ostrova jsou Kalloni, Plomari, Ayassos, Eressos, Molyvos a Petra. Produkují se zde proslulé lesboské sardelky a ouzo.

## Obyvatelstvo

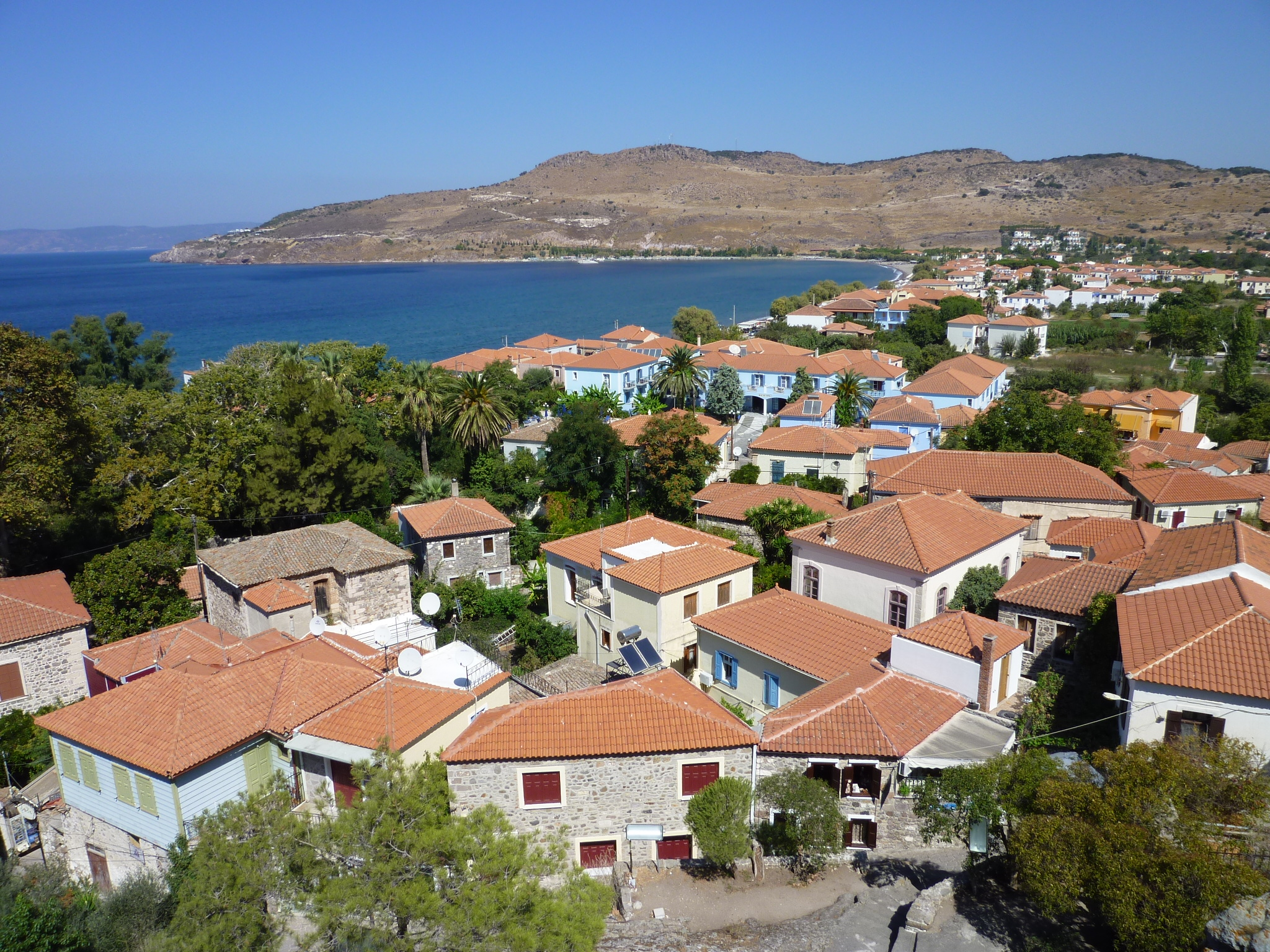
Město Petra na Lesbosu

V obci a tedy i v regionální jednotce žilo v roce 2011 86 436 obyvatel. Podle údajů ze sčítání lidu v roce 2021 zde žilo 83 754 obyvatel, což představuje pokles o přibližně 3,1 % během deseti let. Obec Lesbos se člení na třináct obecních jednotek, které se dále skládají z komunit a ty z jednotlivých sídel, tj. měst a vesnic. V závorkách je uveden počet obyvatel obecních jednotek a komunit.
- Obecní jednotka Agia Paraskevi (2497) - komunity: Agia Paraskevi (2234), Napi (263).
- Obecní jednotka Agiasos (2373) - komunity: Agiasos (2373).
- Obecní jednotka Eresos-Antissa (5269) - komunity: Antissa (1205), Chidira (472), Eresos (1611), Mesotopos (904), Pterounta (146), Sigri (333), Vatoussa (598).
- Obecní jednotka Evergetoulas (2771) - komunity: Asomatos (259), Ippeio (847), Kato Tritos (646), Kerameia (402), Lampou Myloi (89), Mychos (230), Sykounta (298).
- Obecní jednotka Gera (6101) - komunity: Mesagros (766), Palaiokipos (1112), Pappados (1588), Perama (726), Plakados (302), Skopelos (1607).
- Obecní jednotka Kalloni (8504) - komunity: Agra (1013), Anemotia (449), Arisvi (700), Dafia (1009), Filia (685), Kalloni (2171), Kerami (1054), Parakoila (818), Skalochori (605).
- Obecní jednotka Loutropoli Thermis (3135) - komunity: Komi (139), Loutropoli Thermis (1066), Mistegna (539), Nees Kydonies (553), Pigi (350), Pyrgoi Thermis (488).
- Obecní jednotka Mantamados (2447) - komunity: Kapi (546), Kleio (378), Mantamados (1172), Pelopi (351).
- Obecní jednotka Mithymna (2255) - komunity: Argennos (209), Lepetymnos (167), Mithymna (1570), Sykaminia (309).
- Obecní jednotka Mytilene (37890) - komunity: Afalonas (482), Agia Marina (746), Alyfanta (646), Loutra (1420), Moria (1450), Mytilene (29656), Pamfila (1477), Panagiouda (906), Taxiarches (1107).
- Obecní jednotka Petra (3358) - komunity: Lafionas (154), Petra (1208), Skoutaros (1037), Stypsi (855), Ypsilometopo (104).
- Obecní jednotka Plomari (5602) - komunity: Akrasi (228), Ampeliko (326), Megalochori (347), Neochori (169), Palaiochori (338), Plagia (618), Plomari (3276), Trygonas (300).
- Obecní jednotka Polichnitos (4234) - komunity: Lisvori (453), Polichnitos (2406), Stavros (87), Vasilika (436), Vrisa (852).

## Historie
Podle starých bájí byl prvním králem na ostrově Makaras, syn Boha slunce Helia. Podle jeho dětí byla pojmenovaná významná místa na ostrově, podle zetě samotný ostrov. Lesbos je zmiňován v obou dílech Homéra. Zhruba 1 100 let. př. n. l. se rozvíjela první města Mytilény a Achilleion, Ostrov byl v průběhu staletí pod nadvládou Peršanů, Římanů, Benátčanů, Turků. K Řecku byl ostrov připojen v roce 1914. Během druhé světové války byl okupován Němci.

## Migrační krize
V průběhu roku 2015 připlulo z Turecka na ostrov Lesbos přes deset tisíc imigrantů ze zemí Asie, jako je Sýrie, Pákistán, Irák nebo Írán. Byl zde zřízen tábor Moria, který ale nápor migrantů nezvládá. Každému příchozímu člověku je přidělena jedna přikrývka a jídlo. Přes den sem přijde přes tisíc uprchlíků, mnoho z nich se ale při cestě utopí a k ostrovu se po moři dostanou pouze jejich těla. Na Lesbos přijíždí tolik migrantů, jelikož se jedná o nejbližší obyvatelný ostrov od Asie.

## Zajímavosti
Ostrov Lesbos je také znám jako působiště starořecké básnířky Sapfó. Díky tomu je ostrov vyhledáván páry s lesbickou orientací. Narodil se zde obávaný osmanský pirát řeckého původu Chajruddín Barbarossa. O ostrově psal i poslední český dekadent Josef Šimánek ve své sbírce Bohové na zemi. V novele Ztracený nápěv jeho hrdina s českým jménem Molpovský – řecky Eumolpos proniká do orfických mystérií a tajemství ostrova.[zdroj?]
Na ostrově je zkamenělý prales starý 20 milionů let. Další zajímavostí ostrova je starý římský akvadukt v Morii nebo vesnička Eftalou, do které lidé jezdí za léčbou závažných nemocí pomocí místních léčivých vod ze sopečných pramenů. Ve městě Molyvos je větší hrad a v hlavním městě Mytilini je pak jeden z největších hradů Středomoří vůbec, na hradě je obří podzemní cisterna – zakončení akvaduktu z Morie a víc než 600 metrů podzemních krypt. Z městečka Petra je možné jít pěšky do města Anaxos po pláži. V Petře je také kostelík Panny Marie sladce líbající se 114 schody stojící na osamělém skalním suku s výhledem na moře.[zdroj?]
Cesta z Česka na ostrov Lesbos trvá leteckou dopravou málo přes 2 hodiny.[zdroj?]